# Medicago blancheana
Medicago blancheana es una especie de planta leguminosa del género Medicago. Es originaria de  la cuenca mediterránea. Forma una relación simbiótica con la bacteria Sinorhizobium meliloti, que es capaz de la fijación de nitrógeno.

## Descripción
Es una hierba anual, ascendente, ramificada desde cerca de la base. Tiene tallos que alcanzan un tamaño de 20-30 cm, con indumento denso de pelos glandulíferos. Hojas con folíolos de10-20 x 5-10 mm, de obovados a ovados. Las inflorescencias en racimos con 1-3 flores, generalmente péndulas; con pedúnculo fino. Corola de 6,5 mm, amarilla. Fruto 4-6 x 10 mm, discoideo-cilíndrico, biconvexo,espiralado, con 4-6 espiras. Semillas de 2,5 x  4,5 mm. Tiene un número de cromosomas de 2n = 16.

## Distribución y hábitat
Se encuentra en barbechos y cultivos (trigales y olivares), en suelo calcáreo; a una altitud de 300-400 metros, en Argelia y Mediterráneo oriental; naturalizada o adventicia en Italia y la península ibérica.

## Taxonomía
Medicago blancheana fue descrita por Pierre Edmond Boissier y publicado en Diagnoses Plantarum Orientalium Novarum, ser. 2, 3(5): 75. 1856.
Etimología
Medicago: nombre genérico que deriva del término latíno medica, a su vez del griego antiguo: μηδική (πόα) medes que significa "hierba".
blancheana: epíteto otorgaddo en honor del botánico Emmanuel-Louis Blanche.
Sinonimia
- Medicago blancheana var. bonarotiana (Arcang.) Arcang.
- Medicago bonarotiana Arcang.
- Medicago rotata subsp. bonarotiana (Arcang.) Ponert[4][5]